# Cráter Popigai

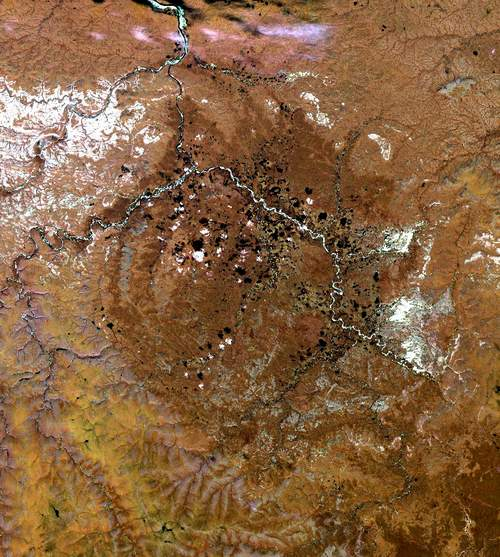
Cráter Popigai.

El cráter Popigai (71°39′N 111°11′E / 71.650, 111.183) (en ruso: Попига́й) es un cráter de impacto de 100 km de diámetro localizado en el Krai de Krasnoyarsk (Siberia, Rusia). El cráter se formó por el impacto de un gran bólido hace 35,7 ± 0,2 millones de años, durante la edad Priaboniense (Eoceno tardío). El cráter se encuentra a 300 km al este del puesto avanzado de Játanga y 880 km al noreste de la ciudad de Norilsk. Está designado por la UNESCO como Geoparque, un lugar especial del patrimonio geológico. Es, conjuntamente al cráter Manicouagan, el séptimo en tamaño que se ha podido verificar en la Tierra.

## Introducción
Popigai es el mejor ejemplo de formación de un cráter de este tipo. Los seis cráteres más grandes, algunos están enterrados (Chicxulub), fuertemente deformados (Sudbury), o deformada y severamente erosionado (Vredefort).
Hay una pequeña posibilidad de que el cráter Popigai se formara en un impacto simultáneo, de un asteroide que se fragmentó, a la vez que los cráteres de impacto bahía de Chesapeake y Toms Canyon, hace aproximadamente 35 millones de años.

## Desarrollo e hipótesis de su génesis
Durante décadas, el cráter Popigai ha fascinado a los paleontólogos y geólogos. En la primera mitad de la década de 1940, Servicio Geológico de Polar Soviético estudio la meseta siberiana y en el norte descubrió esta depresión. El geólogo Д. В. Кожевиным informó de esta estructura, en 1946. Esta estructurase resultó ser geológicamente similar al Ries de Nördlingen en Alemania. Inicialmente se pensó que dichas estructuras eran los restos de la antigua caldera de un volcán.
Pero en la década de 1960, se fomenta la investigación de los cráteres lunares y se establece el gran parecido con configuración del cráter; y se empieza a suponer que se formó por un impacto. El origen debido a un meteorito de la conformación de Popigai se propuso por algunos investigadores en 1964. En 1970, geólogo Victor Masaitisu (В. Л. Масайтис) et al, de Leningrado vuelve a examinar en detalle la estructura de Popigai y queda claro que es un cráter de impacto gigante.
En 1972 se descubrió accidentalmente un diamante en las rocas. Una gran expedición de investigación se llevó a cabo en 1997 (IPEX 1997), avanzado mucho la comprensión de la enigmática estructura geológica. La dimensiones del bólido se han calculado de unos 8 km de diámetro si se trataba de un asteroide de condrita, o una de 5 km de diámetro si fuera metálico.
El impacto ocurrió sobre una capa de gneiss rico en granates y grafito enterrado bajo unos 1500 m de sedimentos. La roca se vaporizó instantáneamente y se creó un cráter de entre 5 a 8 kilómetros de profundidad. La presión y la energía fue los suficentemente grande para transformar instantanemente el grafito a diamante en un radio de 13.6 kilómetros. Pero a un radio inferior a los 12 kilómetros las condiciones eran tan extremas que inmediatamente formados fueron destruidos. Por lo que queda un anillo de 1.5 km de espesor donde están los diamantes. Los diamantes normalmente miden de 0,5 a 2 mm de diámetro; algunos especímenes excepcionales alcanzan los 10 mm de tamaño. Los diamantes no solo heredarán la forma tabular de los granos de grafito originales, sino que, también, preservar delicadas estrías del cristal original. Este tipo de diamantes son conocidos como "diamantes de impacto", ya que se cree que se produce cuando un meteorito golpea un depósito de grafito a alta velocidad.
El impacto fundió la roca y aproximadamente la mitad fue expulsada pero la que quedó en el interior hizo pensar que se trataba de un volcán a los primeros geólogos. También hay depósitos de brecha de una potencia de hasta 600m.

## Mina de diamantes
En septiembre de 2012 se desclasificó información acerca de que en la zona del cráter existe el yacimiento más grande del mundo de diamantes de impacto. Con enormes reservas de diamantes bajo el cráter, que contiene "miles de millones de quilates" (cientos de miles de toneladas), se afirmó que hay suficientes diamantes en el yacimiento para abastecer las necesidades mundiales durante 3000 años. Esto podría alterar el mercado de los diamantes industriales, presumiblemente, haciéndolos más abundantes y menos costos, pero en la actualidad la mayoría de los diamantes industriales son sintéticos. Muchos de los diamantes de Popigai contienen cristales de lonsdaleíta, una forma alotrópica del carbono que tiene una red hexagonal. Estas piedras son un 58% más duras que los diamantes ordinarios puros. Los diamantes también "contienen inusuales características abrasivas y el tamaño de grano grande" lo que podría hacerlos extremadamente útiles para aplicaciones industriales y científicas.
El campo se mantuvo en secreto y sin explotar por el hecho de que, en ese momento, el país estaba construyendo una planta para la producción de diamantes sintéticos; y por la dificultad de acceso, ya que se encuentra a 2000 km al norte de la línea del Transiberiano.